# Stanford (Kentucky)
Stanford város az Amerikai Egyesült Államok Kentucky államában, Lincoln megyében, melynek megyeszékhelye is. Lakosainak száma 3640 fő (2020. április 1.).

## Népesség
A település népességének változása:

| 2010 | 3 487 |
| 2020 | 3 640 |